# SpVgg Niedersachsen Döhren
SpVgg Niedersachsen Hannover is een Duitse sportclub uit Hannover, meer bepaald in het stadsdeel Döhren-Wülfel. De club is actief in onder andere voetbal, gymnastiek, korfbal, dansen, tafeltennis, volleybal, wandelen, kinderturnen en tennis.